# Oscar Törnå
Oscar Emil Törnå (født 18. oktober 1842 i Østergøtland, død 3. juni 1894 i Stockholm) var en svensk landskabsmaler.
Efter studierne hjemme 1863—72 kom han til Düsseldorf og derefter til Paris. Her fik han sit præg. Törnås kunst — studier ude i marken — ejer frisk og levende naturiagttagelse og fik ikke ringe betydning for sin tids svenske kunst. Efter studierne fra Frankrig: flodbilleder fra Loing, skovinteriører fra Fontainebleau, fra Grez etc. udstillede Törnå hjemme farverige landskaber fra Østergøtland og Stockholm-egnen. Hans Forårslandskab fra Tullinge-søen kom 1879 til Stockholms Nationalmuseum, hvor blandt andet ses Fransk sommerlandskab fra Loing (1877); et landskab findes i Göteborgs kunstmuseum.